# Xerohippus palaestinus
Xerohippus palaestinus är en insektsart som beskrevs av Boris Petrovich Uvarov 1942. Xerohippus palaestinus ingår i släktet Xerohippus och familjen gräshoppor. Inga underarter finns listade i Catalogue of Life.